# (3661) Долматовский
(3661) Долматовский (лат. Dolmatovskij) — типичный астероид главного пояса, открыт 16 октября 1979 года советским астрономом Николаем Черных в Крымской астрофизической обсерватории и 12 сентября 1992 года назван в честь советского и российского поэта Евгения Долматовского.

## Обнаружение и именование
(3661) Долматовский
Открыт 16 октября 1979 года в Научном Н. С. Черных.
Назван в честь поэта и публициста Евгения Ароновича Долматовского.
Оригинальный текст (англ.)3661 Dolmatovskij
Discovered 1979-10-16 by Chernykh, N. at Nauchnyj.
Named in honor of Evgenij Aronovich Dolmatovskij, poet and publicist.
Источники: DISCOVERY.DB; M.P.C. 20836.

## Орбита

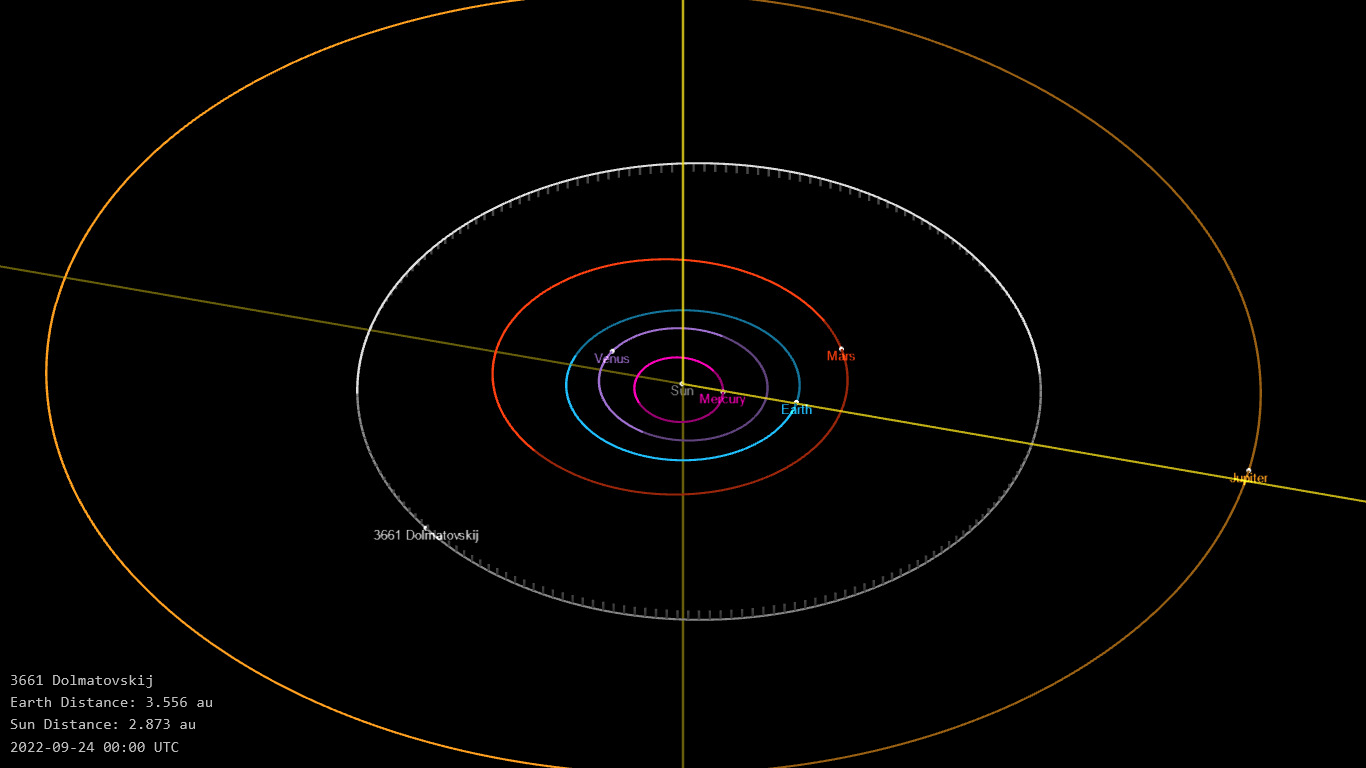
Орбита астероида Долматовский и его положение в Солнечной системе

## Физические характеристики
Из наблюдений системы ATLAS следует, что астероид относится к таксономическому классу S.
По результатам наблюдений системы телескопов панорамного обзора и быстрого реагирования Pan-STARRS, наблюдений системы последнего оповещения о столкновении астероида с Землей ATLAS и наблюдений космического телескопа оптического диапазона Gaia абсолютная звёздная величина астероида сначала оценивалась равной 12,32±0,22m, позже — 12,01±0,030m и 12,18±0,050m, 11,57±0,98m.